# Pick It Up
„Pick It Up” – piosenka amerykańskiego rapera Famous Dexa, z gościnnym udziałem innego amerykańskiego rapera ASAP Rocky'ego. Utwór został wyprodukowany przez FKi 1st i Sosa808, w dużej mierze sampluje „Nothing Can Stop Me” Cissy Houston. Singel został pierwotnie wydany na koncie SoundCloud Famous Dexa 18 października 2017 r., zanim został udostępniony w serwisach streamingowych 20 października, 2017. Piosenka zajęła 54 miejsce na liście Billboard Hot 100. Utwór uzyskał status potrójnej platynowej płyty w USA.
Teledysk do utworu został wydany 7 stycznia 2018 r., wyreżyserowany był przez AWGE i Hidji Films.

## Pozycję na listach

### Tygodniowe
| Lista (2017–2018)                     | Pozycja |
| ------------------------------------- | ------- |
| Kanada (Canadian Hot 100)             | 60      |
| USA Billboard Hot 100                 | 54      |
| USA Hot R&B/Hip-Hop Songs (Billboard) | 26      |

### Pod koniec roku
| Lista (2018)                          | Pozycja |
| ------------------------------------- | ------- |
| USA Hot R&B/Hip-Hop Songs (Billboard) | 64      |

## Certyfikaty
| Kraj                     | Certyfikat | Sprzedaż  |
| ------------------------ | ---------- | --------- |
| Wielka Brytania (BPI)    | Srebro     | 200,000   |
| Stany Zjednoczone (RIAA) | 3× Platyna | 3,000,000 |